# Phaonia subconsobrina
Phaonia subconsobrina este o specie de muște din genul Phaonia, familia Muscidae, descrisă de Ma în anul 1992.
Este endemică în Jilin. Conform Catalogue of Life specia Phaonia subconsobrina nu are subspecii cunoscute.